# أنس جبرون
أنس جبرون هو لاعب كرة قدم مغربي يلعب حاليا لصالح نادي الرجاء البيضاوي لعب سابقا لفريق المغرب التطواني وفي صيف 2018 انتقل اللاعب إلى الرجاء البيضاوي مقابل 300 مليون سنتيم.

## مسيرته
بدأ أنس مسيرته مع أمل المغرب التطواني وفي سنة 2016 صعد أنس إلى الفريق الأول للمغرب التطواني بعد تألقه اللافت مع فريقه حيث لفت أنس أنظار الرجاء الرياضي ليجلبه النادي في صيف 2018 بعقد مدته أربع سنوات.